# 泉岳寺
泉岳寺（せんがくじ）は、東京都港区高輪二丁目にある曹洞宗の寺院。青松寺・総泉寺とともに曹洞宗江戸三箇寺の1つに数えられる。

## 歴史
慶長17年（1612年）に徳川家康が外桜田（桜田門周辺）の地に門庵宗関を招いて創建した寺院。寛永18年（1641年）の寛永の大火で焼失したが、徳川家光の命で、長府毛利・笠間浅野（再建とほぼ同時期に赤穂転封）・鹿沼朽木・丹羽・水谷の5大名により、現在の高輪の地で再建された。御手伝普請の大名は菩提寺とする事で徳川への忠誠を示す。
移転してきた当時の泉岳寺は、現在の三倍近い寺領を有し、学寮だけでも九棟あって二百人もの学僧が修行していた。境内の壮大さは『江戸名所図会』の鳥観図で描かれている。
元禄14年（1701年）3月、松の廊下の刃傷により切腹した浅野長矩が、次いで元禄16年（1703年）2月、元禄赤穂事件で赤穂義士が葬られた。
長矩正室の瑤泉院（阿久里）、長矩実弟の浅野長広（浅野大学）、長広の代々子孫、大石家の墓所も当寺にある。
浅野大学家と大石大三郎家（小山流）、広島藩の大石別家（横田流）も断絶したが、瀬左衛門の家が赤穂藩（森家）大石宗家としてかつての主君や義士の祭祀を継承している。今も義士祭などに参加されている。
義士の討ち入り後、当時の住職・酬山が長矩の脇差（村正）や義士の所持品を売り払って収益を得たことに世間の批判が集まり、あわててこれらの品を買い戻しに走ったことがある。それでもなお大半の遺品が散佚し、21世紀になってから発見されたりする刀剣が続出している。
加えて、当該住職は怠惰で義士の墓所も放置してしまい、「泉岳寺の墓地には草が丈高く生い茂って、墓が並んでいるのも見えない」と同時代人の記録が残る。徳川吉宗の治世までは、江戸の墓参者が殆ど無かったと書かれている。「江戸開帳年表」にも1750年まで泉岳寺の記述は無い。
江戸三座での歌舞伎『仮名手本忠臣蔵』上演もあって、人が来るようになったので金銭を徴収することにし、金の無いものは門番が入れないようにした。
1752年（宝暦2年）に赤穂義士の五十回忌の法要が営まれ、赤穂義士子孫で唯一、富森正福（富森正因の長男）が参列している（大石良恭も生存しているが参加した記録がない）。
また、江戸城で刃傷を受けた細川家との関係悪化により、寄進された梵鐘を鐘楼から除去し、のちに寺から放出した。（但し21世紀になって、細川重賢により処分された熊本藩邸の義士切腹地から欠けた皿が出土、細川綱利が義士墓に供えた遺品の可能性が指摘されている）。文化3年（1806年）の丙寅の大火（泉岳寺大火）で高輪の薩摩藩邸が全焼、島津家との関係も悪化した。山号の萬松山は松平の松より（「松萬代に栄ゆる」の意）、寺号の泉岳寺は「源の泉、海岳に溢るる」と徳川（源氏長者）に由来するため、徳川家の力が弱まると毛利家も支藩の菩提寺使用を止めている。
1832年（天保3年）、住職・貞鈞により山門が再建、天井に「銅彫大蟠龍」が嵌め込まれている。1836年（天保7年）には、梅庭和尚の勧進で中門が完成する（都史跡）。
明治元年（1868年）11月5日（12月18日）には東京行幸中の明治天皇が、権弁事山中献を勅使として泉岳寺に派遣し、大石内蔵助以下赤穂義士47士の墓前に「汝良雄等固ク主従ノ義ヲ執リ 仇ヲ復シ法二死ス百世ノ下人ヲシテ感奮興起セシム 朕深ク嘉賞ス 今東京ニ幸ス因ッテ権弁事藤原献（藤原は山中献の本姓）ヲ遣使トシ汝等ノ墓ヲ弔シ 旦金幣ヲ賜フ 明治元年戊辰十一月五日」という勅宣を賜い、赤穂義士の忠節を追弔した。
1879年（明治12年）12月には、忠臣蔵に関心が深かった信夫如軒が泉岳寺で金20円を出して大石内蔵助の法要を開き（寺でも初めての事であったという）、その後も二、三回開いたが、東京帝国大学（旧東京大学）総長・加藤弘之から圧えられたという背景で明治35年（1902年）4月に弘文堂書店から刊行された『赤穂義士実談』が講述されている。
明治14年（1881年）10月27日には来日中のイギリス女王ヴィクトリアの王孫アルバート・ヴィクター（後のクラレンス公爵）とジョージ（後の英国王ジョージ5世）の兄弟が泉岳寺を訪問し赤穂四十七士の墓を詣でている。
1891年（明治24年）、『オッペケペー』で人気を博した川上音二郎は、赤穂義士の墓が荒れ果てているのを見て、貧者救済の名目で寄付をした。寺は「首洗いの井戸」を整備した。当初は井戸の後方に川上の墓が建っていたが、今は檀家墓地に移されている。
大正に入ると圓頓住職が荒れた墓地を整備、煉瓦造りの宝物館（現在の義士木像館に相当）を創設した。1916年（大正5年）には中央義士会が誕生、泉岳寺と連携して義挙の公布に勤める。
1923年（大正12年）、関東大震災により建物や墓が倒壊。1945年（昭和20年）には東京大空襲によって本堂が焼失した。1953年（昭和28年）に本堂が再建される。
1989年（平成元年）、「宿なし興道」の名で移動叢林した澤木興道の銅像が本堂前に建立された。
2001年（平成13年）に赤穂義士記念館が装いも新たに落慶した。（下画像参照）
2020年（令和2年）、破損していた長矩と瑶泉院の墓の修復が完了した。

## 境内

### 学寮
境内には学寮があり、後に吉祥寺の旃檀林学寮、青松寺の獅子窟学寮と統合して駒澤大学に発展したほか、現在でも僧侶は境内の学寮で共同生活を行いながら大学に通学している。

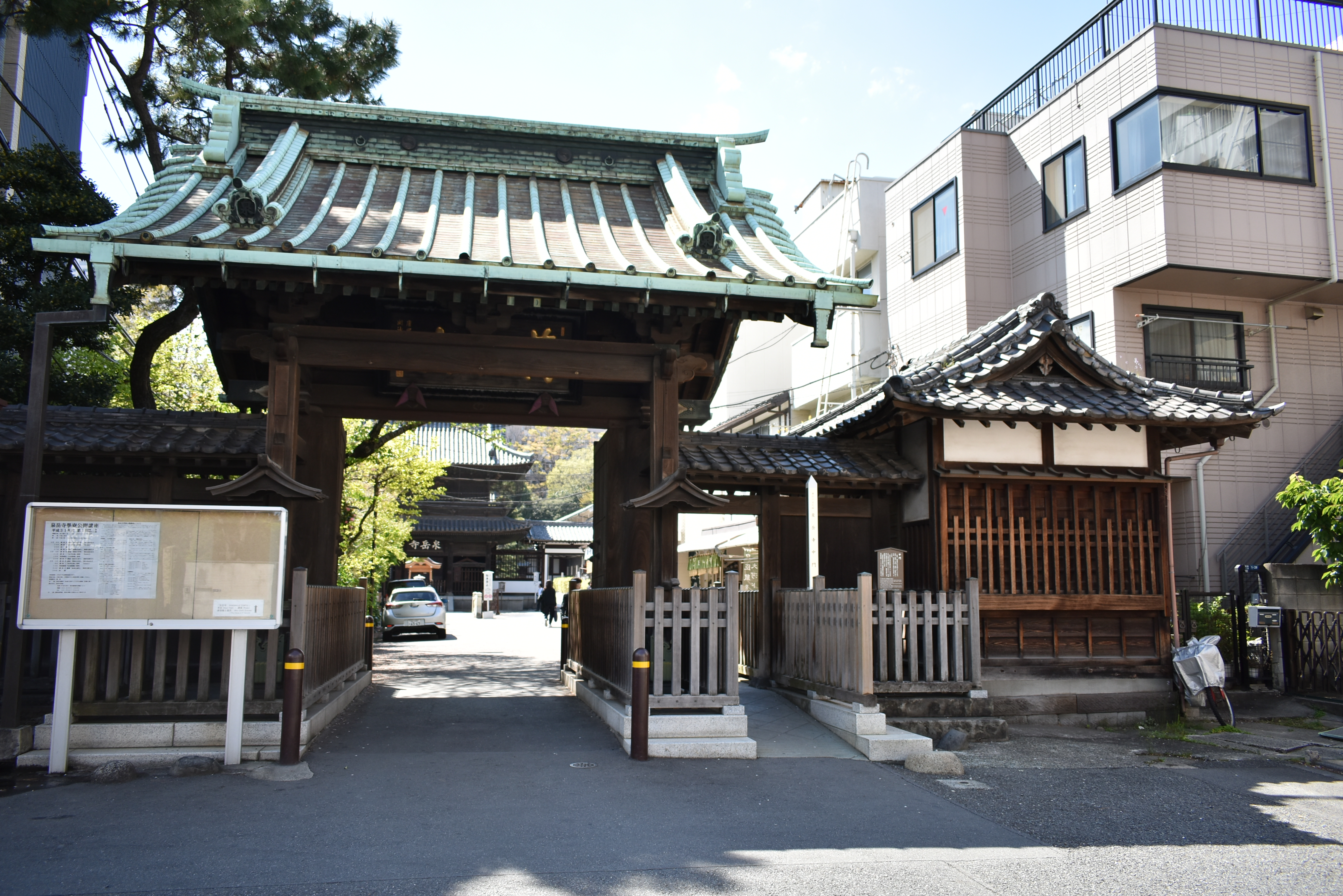
中門（2019年4月14日撮影）
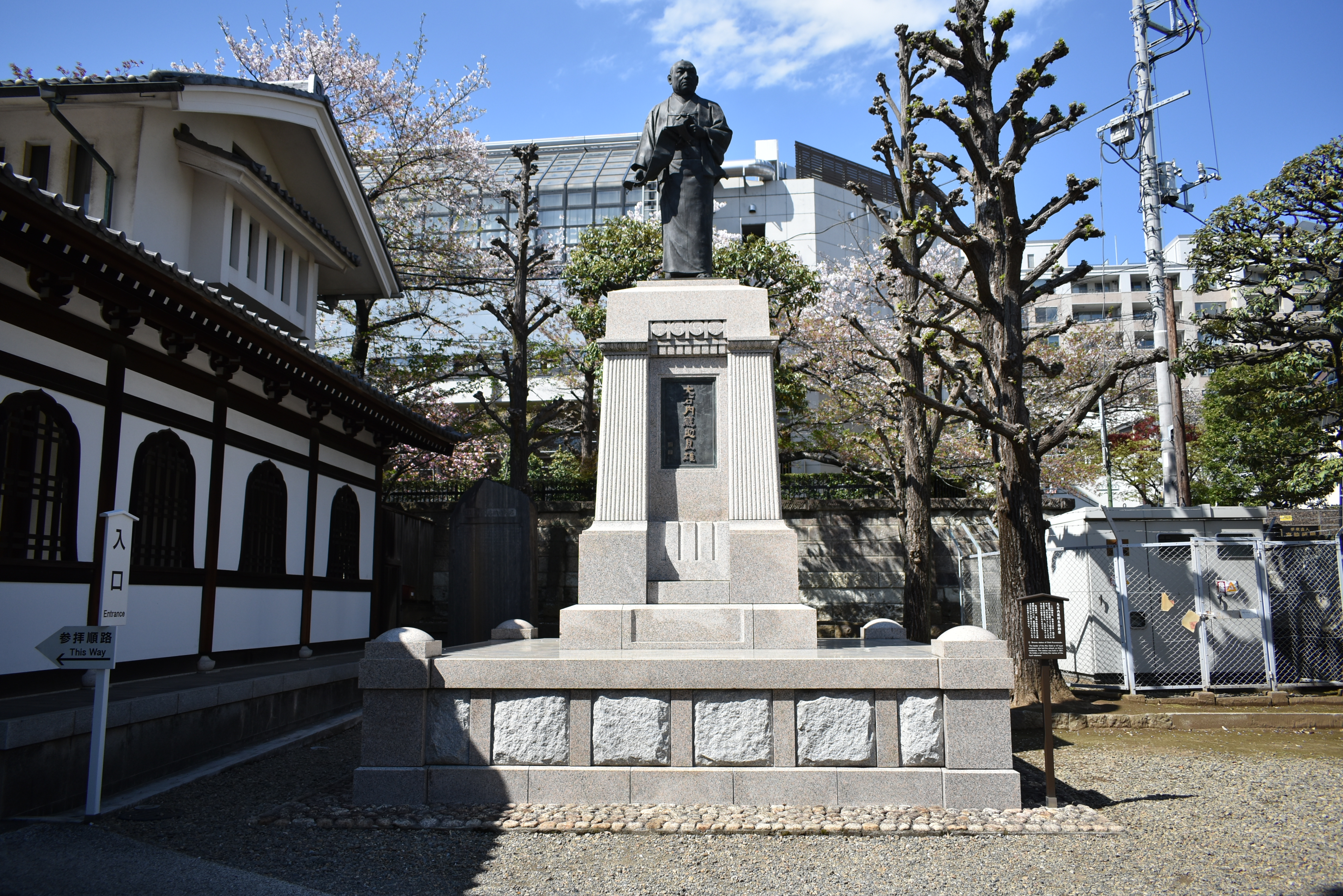
大石内蔵助良雄銅像（2019年4月14日撮影）
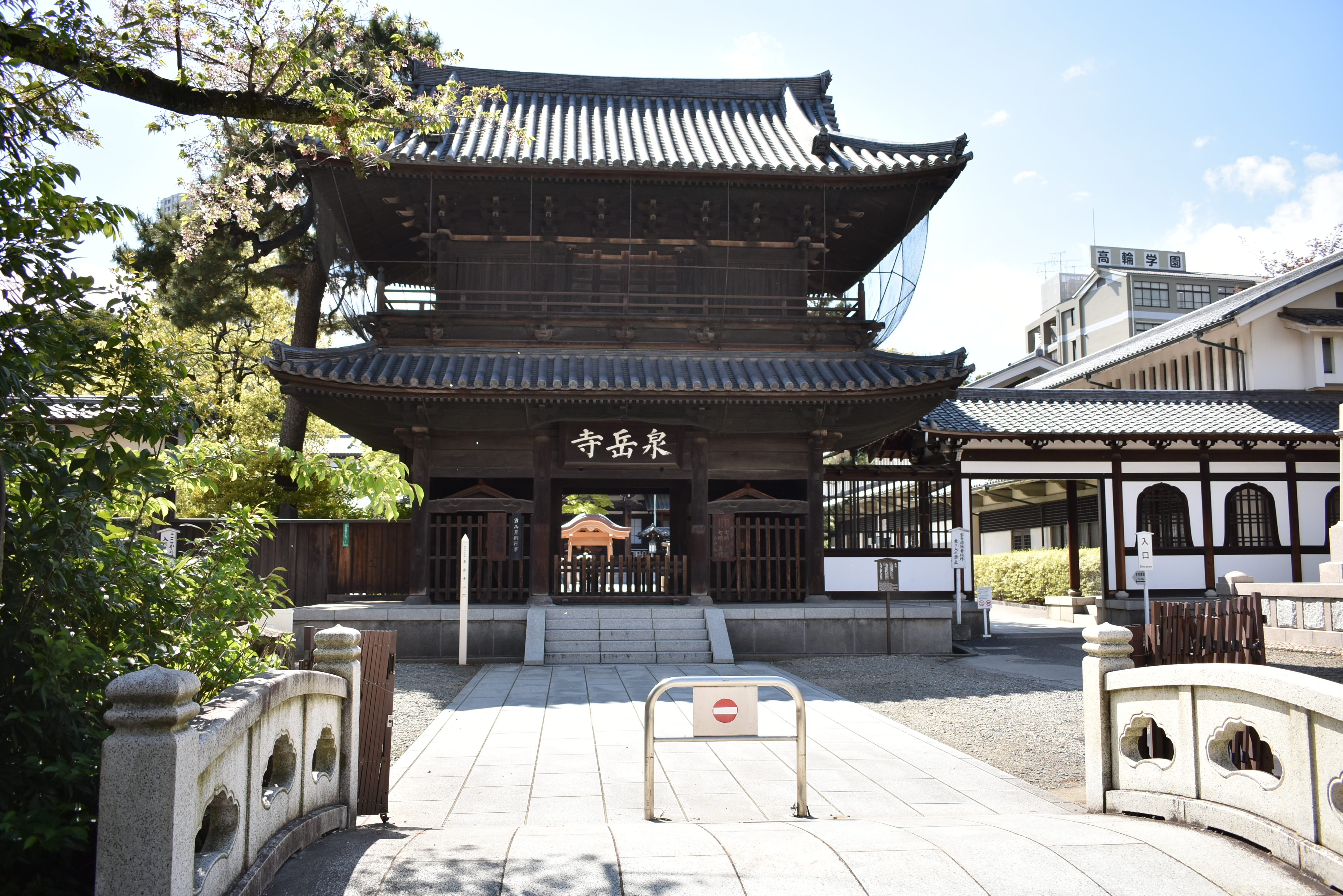
山門（2019年4月14日撮影）
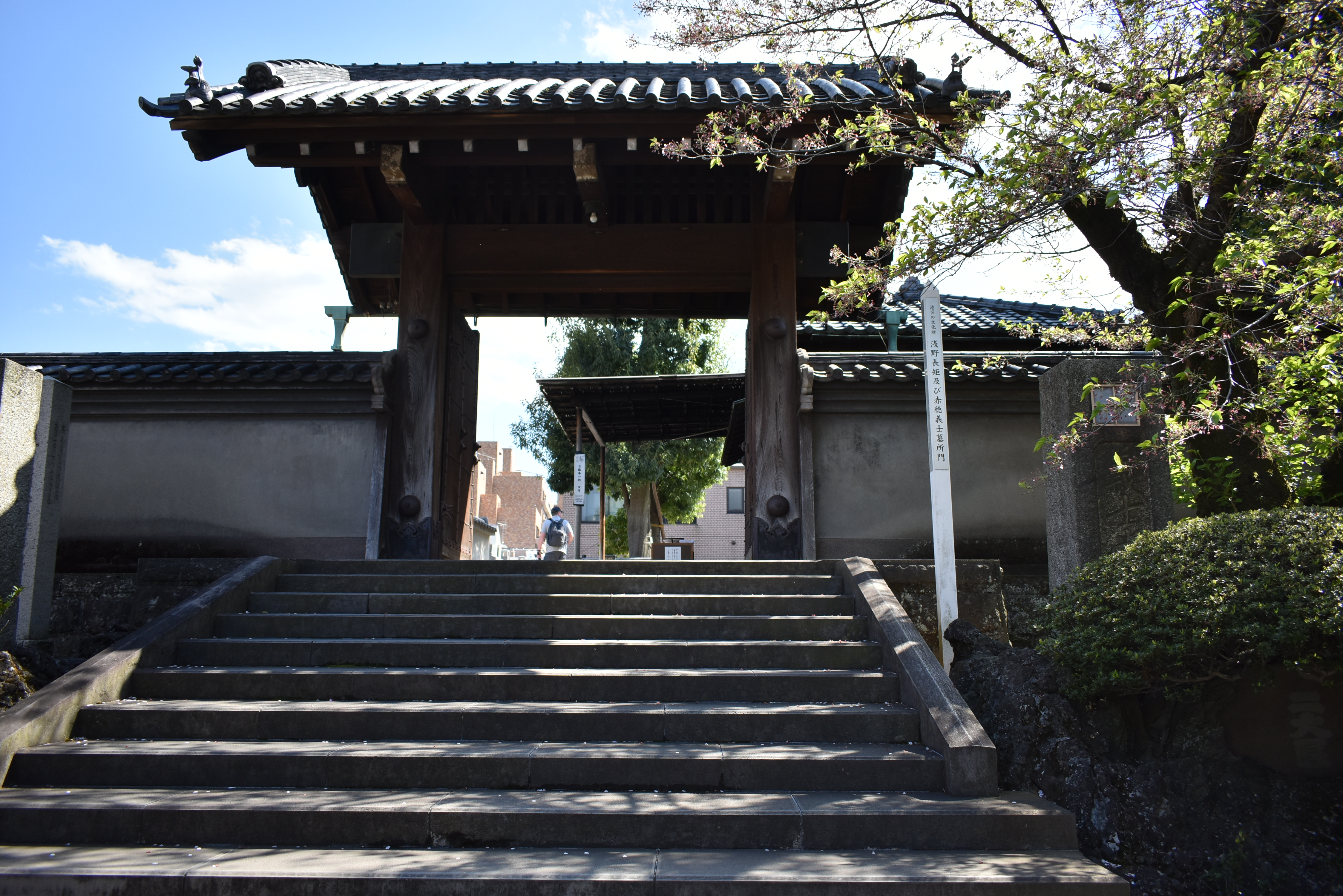
義士墓入口の門（2019年4月14日撮影）
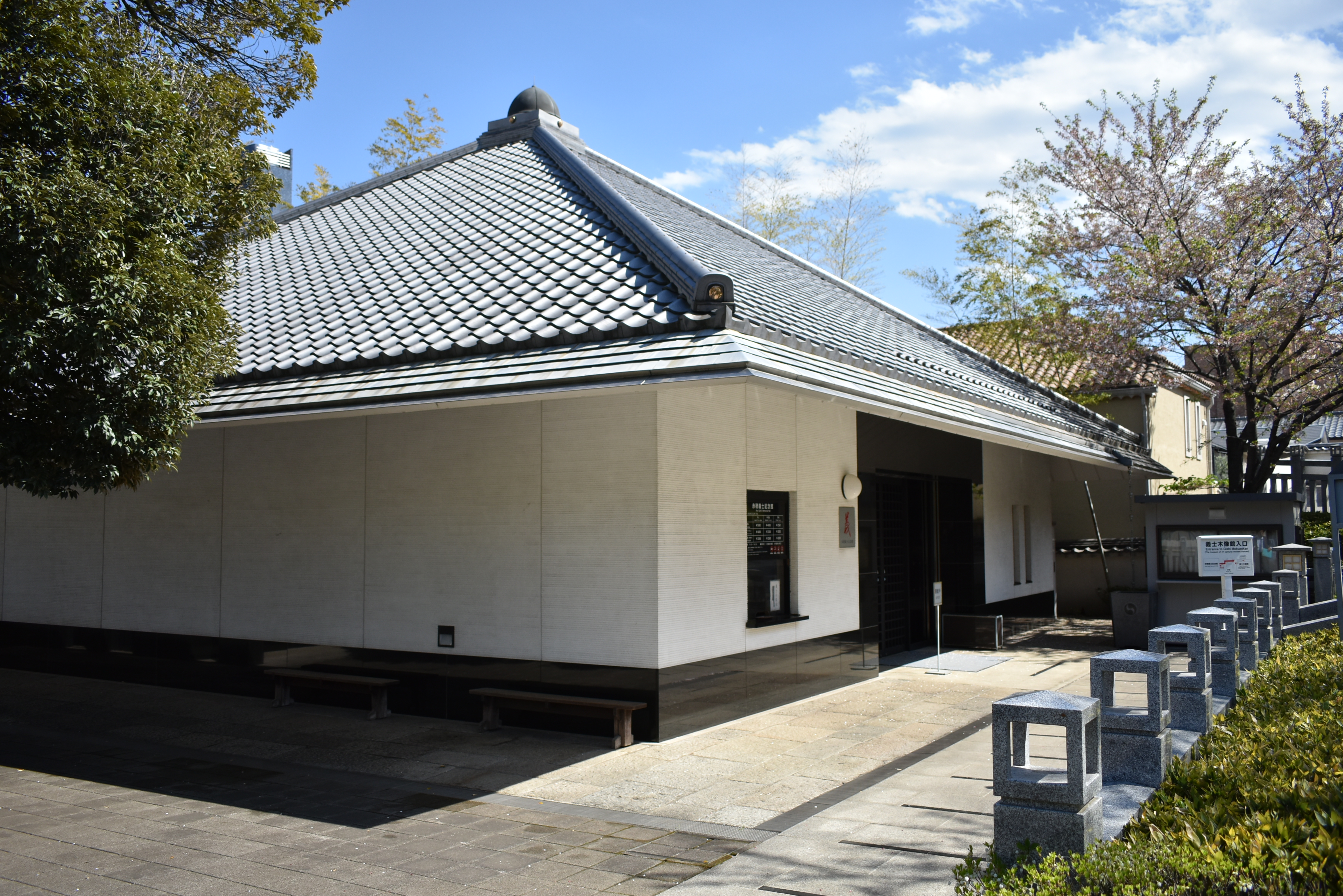
赤穂義士記念館（2019年4月14日撮影）

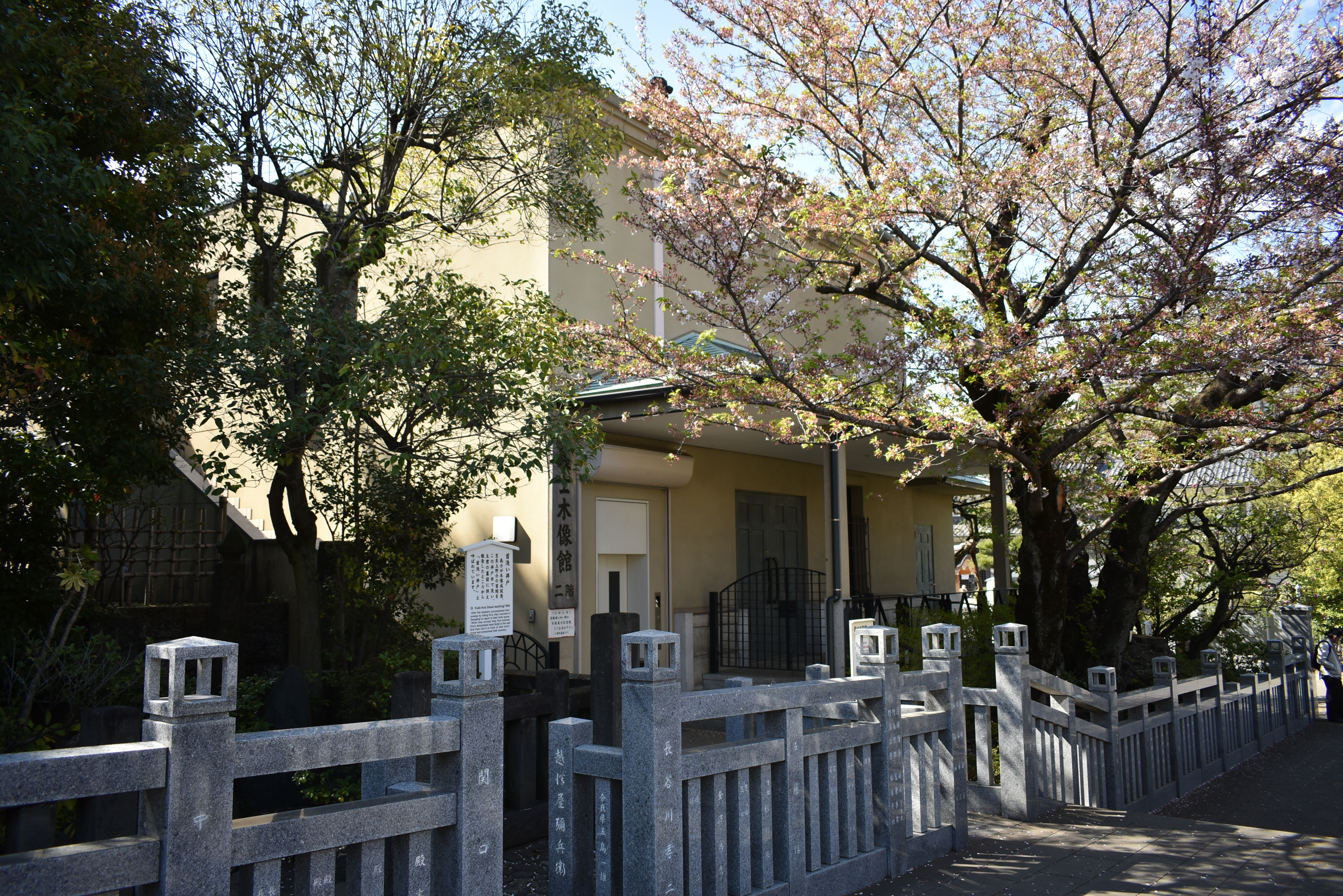
義士木像館（2019年4月14日撮影）
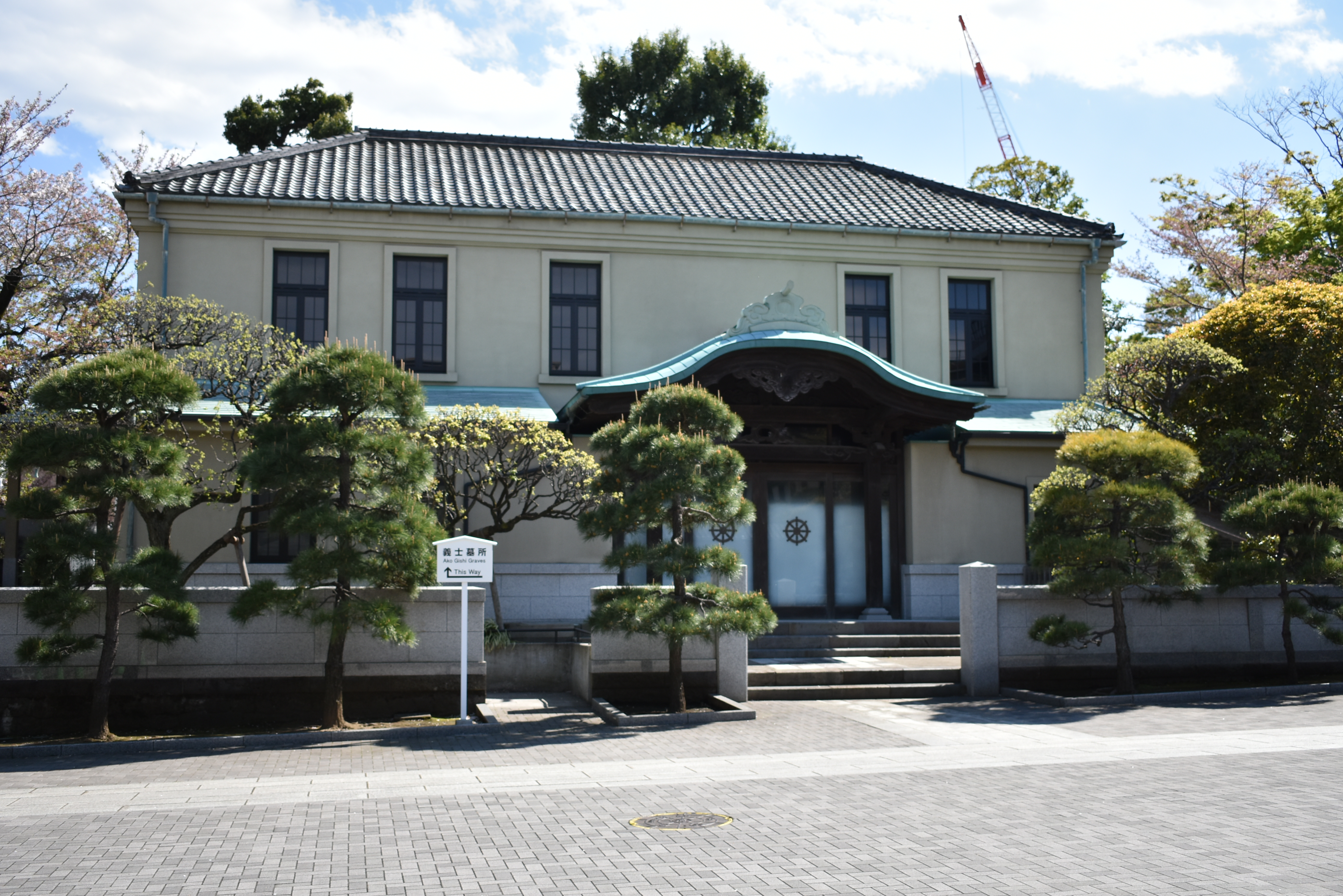
講堂（2019年4月14日撮影）
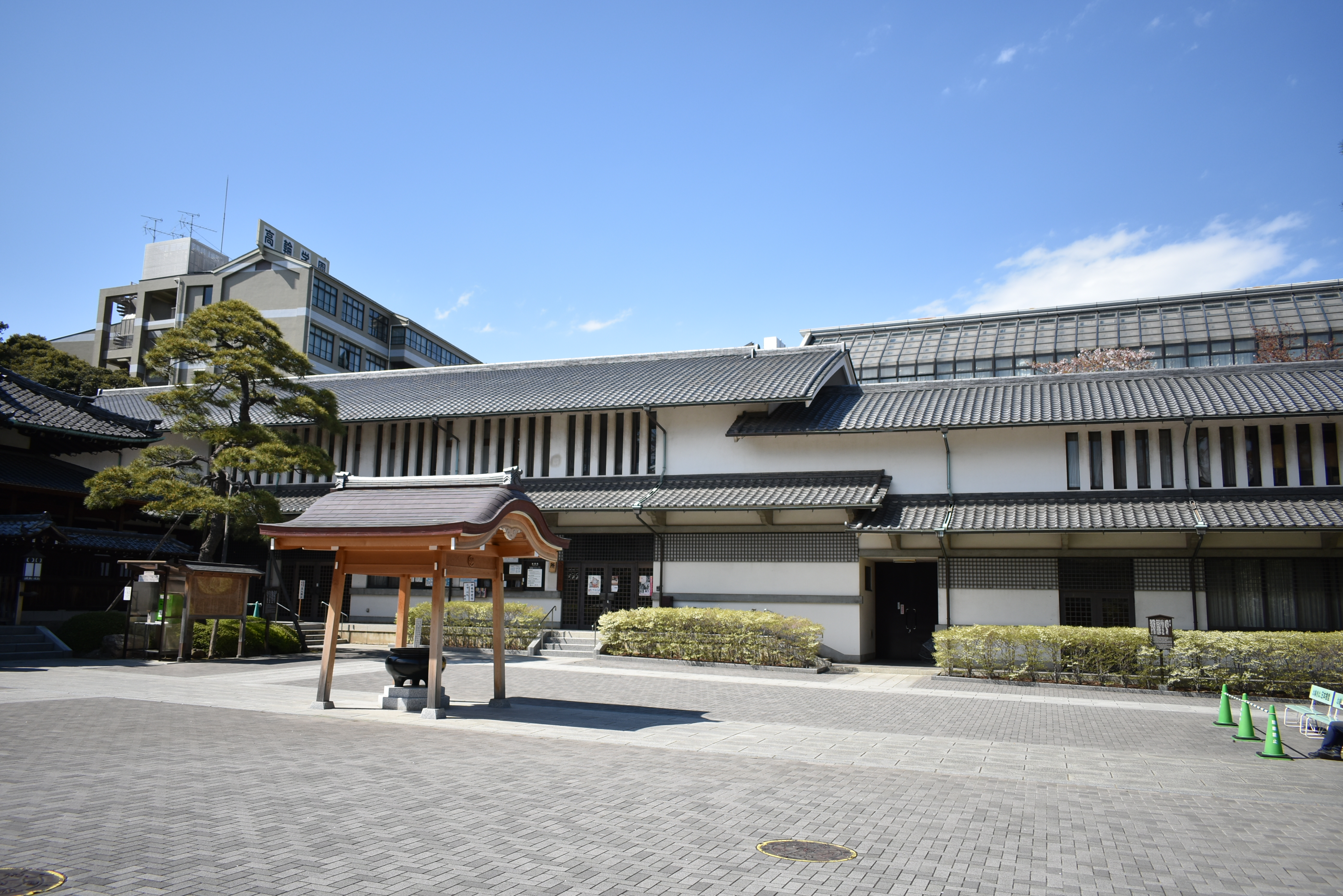
庫裏・衆遼（2019年4月14日撮影）
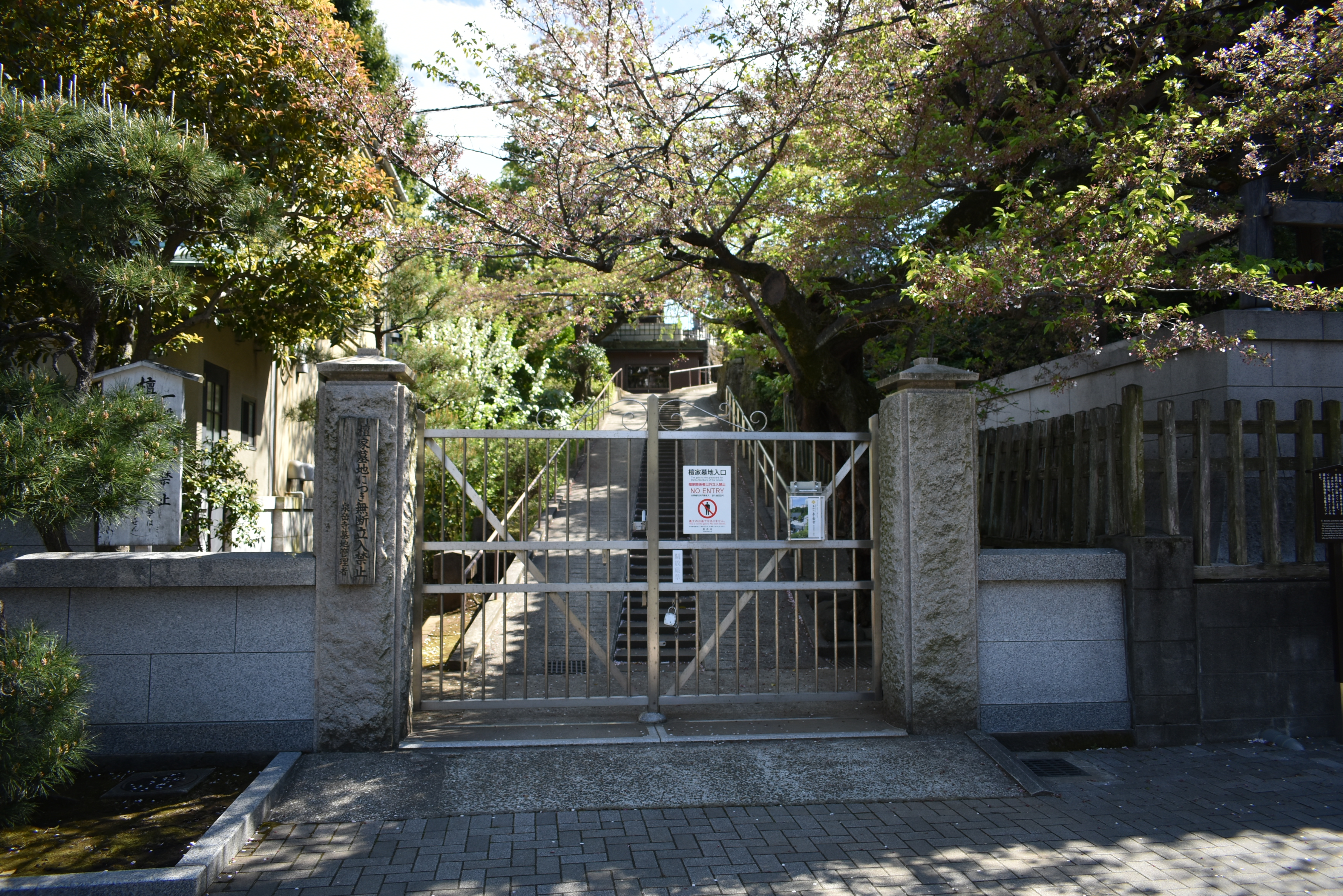
檀家墓地（2019年4月14日撮影）
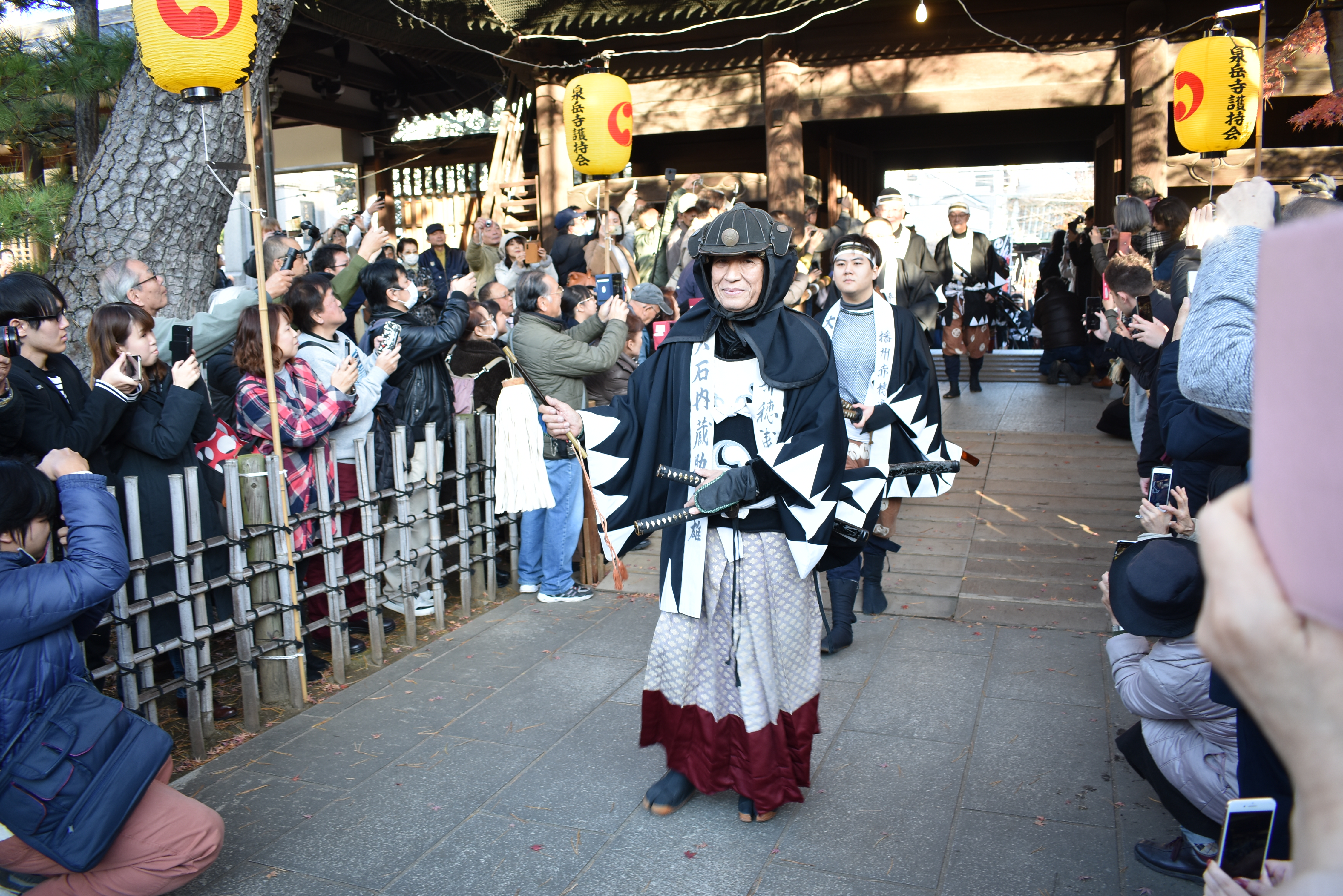
義士祭の様子（2019年12月14日撮影）

### 文化財

#### 史跡（国指定）
- 浅野長矩墓および赤穂義士墓

元禄14年3月14日、江戸城中で吉良義央（上野介）に対し刃傷沙汰に及び、即日切腹となった赤穂藩主浅野長矩（内匠頭）の墓、及び、元禄15年12月14日、江戸本所の吉良屋敷に押し入って吉良の首級を上げ、翌年2月4日に切腹となったいわゆる赤穂浪士（泉岳寺では「赤穂義士」と呼んでいる）の墓である。
一般に赤穂浪士は「四十七士」と呼ばれるが、泉岳寺の赤穂義士墓地には討入り以前に自害した萱野重実（三平）の供養墓を含め48基の墓塔がある。48基のうち、萱野三平と、遺骸を遺族が引き取ったため泉岳寺には埋葬されていない間光風（新六）、討入りに参加した浪士の中で唯一人切腹をまぬがれた寺坂信行（吉右衛門）の墓塔は、遺骸の埋葬を伴わない供養塔である。なお寺坂以外の浪士の戒名はすべて最初の文字が「刃」となっている。

#### 区登録
出典：
- 山門
- 中門
- 浅野長矩及び赤穂浪士墓所門 - 旧・赤穂藩邸の門。江戸の町人や浪人の襲撃で破損したため移したもの（『堀部武庸日記』。書簡にも同様の内容がある[22]。）
  - 泉岳寺が高輪に移転当時、三つあった門のうち総門は再建されていない。

### ほかの墓・石碑など
- 大石家の墓 - 赤穂義士墓とは別に、良欽・良昭と良恭から大石家最後の当主・多久造[23]まで歴代の墓[注釈 4]がある。
- 浅野家の墓 - 同じく長広から長楽まで浅野大学家歴代の墓。蓮光院（浅野長広夫人）は日蓮宗のため墓はない[24]。
- 赤穂四十七義士碑 - 亀田鵬斎の書で1819年（文政2年）に建立[25]。当時の碑は草莽志士により破壊されてしまい、現存の碑は1910年（明治43年）に原刻碑の拓本の影写をもとに再建されたもの[25]。
- 血染の梅・血染の石 - 浅野・大石らの介錯失敗により血が飛び散ったとする遺構[注釈 5]。ただし異説もある。
- 大石内蔵助良雄銅像 - 浪曲師・桃中軒雲右衛門の勧進により建立。
- 妙海尼の墓 - 事件から50年後ほど経って門前に棲み付いた堀部武庸夫人の偽者[注釈 6]の墓。供物を盗まれることが多かったという[26]。
- 烈士喜剣碑 - 林靏梁（長孺）の撰文を1940年（昭和15年）に刻して建立された[27]。
- 筆供養之碑[28] - 林龍峡の揮毫。
- 大般若経供養塔[28]
- 沢木興道老師像
- 義商天野屋利兵衛浮圖碑[27] - 史実の天野屋利兵衛は赤穂義士と無関係。実在した綿屋善右衛門をモデルにした創作における人物。
- 殉難戦死之碑 - 西南戦争戦死者の追悼碑で1878年（明治11年）に建立された原碑が倒壊したため1923年（大正12年）に再建された碑[29]。
- 芝高輪刑場跡[30] - 泉岳寺の南端に「高輪刑場跡地」を示す石碑と、移転された「高輪大木戸」の石垣の一部がある。
- 地蔵菩薩像 - 山門前に鎮座。
- 高島嘉右衛門の墓碑 - 高島易断創始者の石碑[27]。
  - 墓所は数百坪に及ぶ広大なものであったが、高島家が破産したこともあり、他に移転し更地にされた。跡地には赤穂義士記念館が建てられている（大石良雄の紋が易の「太極」（右二つ巴）である以外、高島と赤穂浪士との関係は特にない）[31]。現在は檀家墓に遺族が建立した顕彰碑と破損した墓碑（移転の際に一部の墓石が崩壊）が残る。

吉良義央の男系子孫が藩主となる二本松藩主丹羽家墓所は青山霊園に改葬されている。
ほか多数。

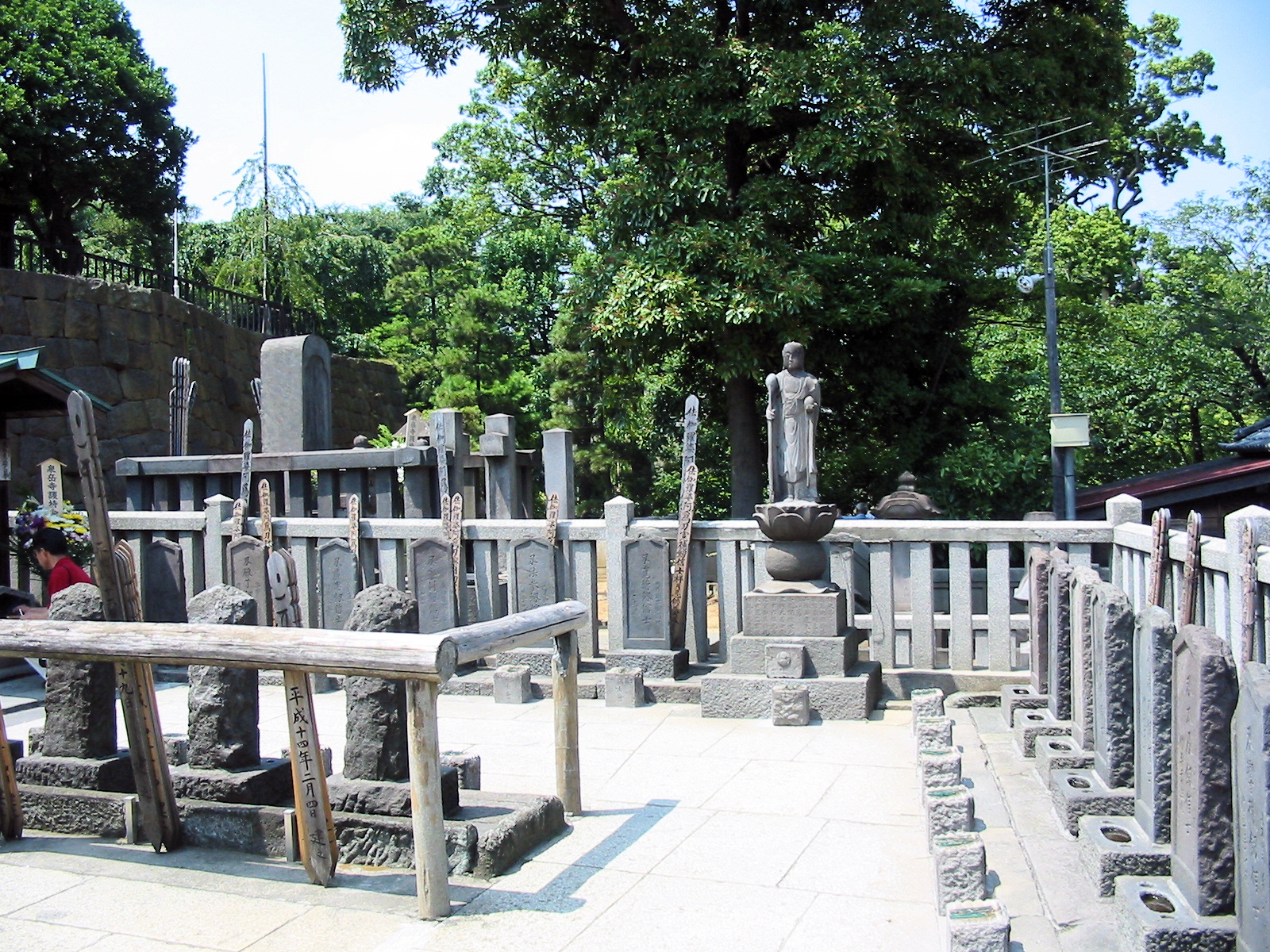
赤穂義士墓所
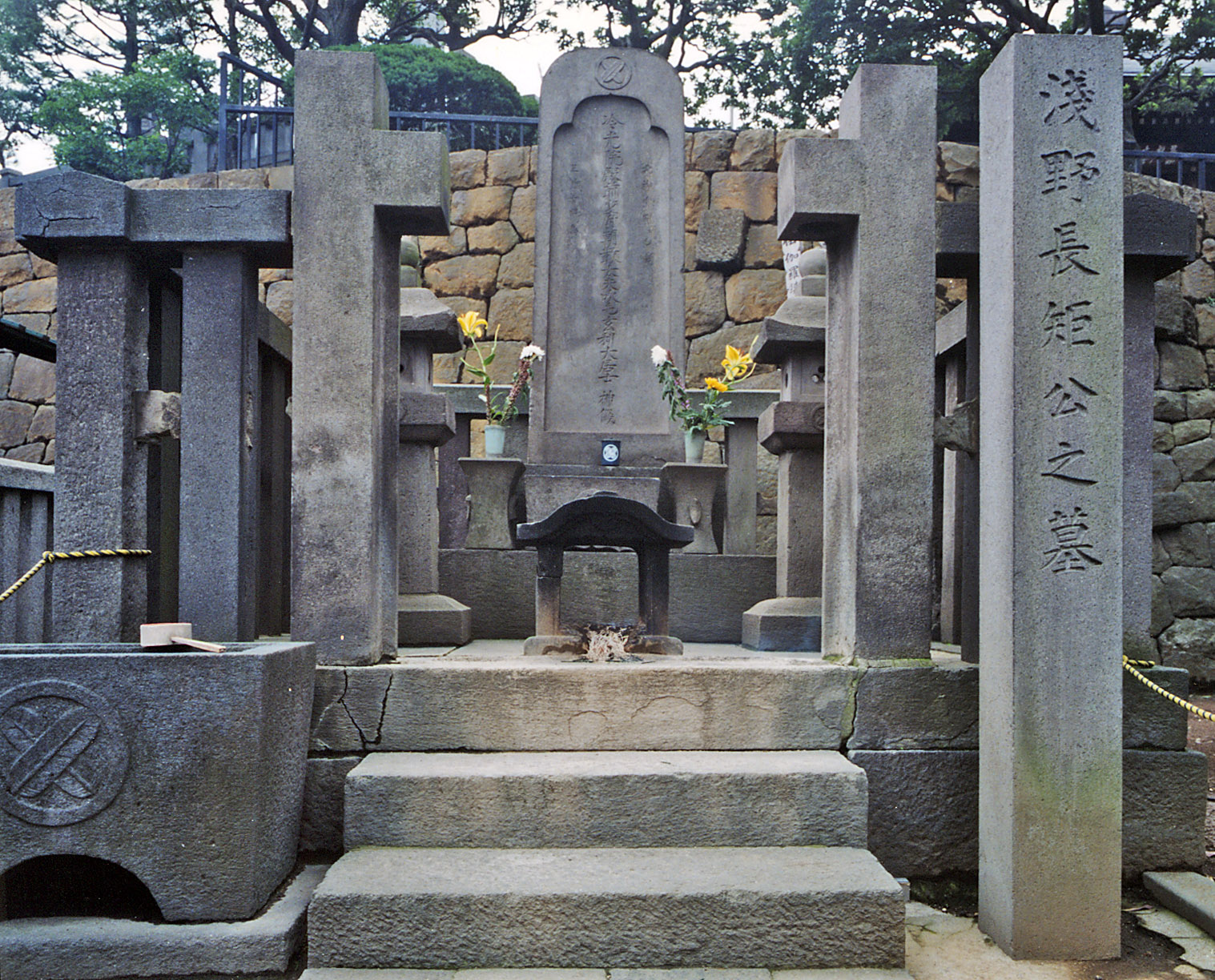
浅野長矩（内匠頭）墓
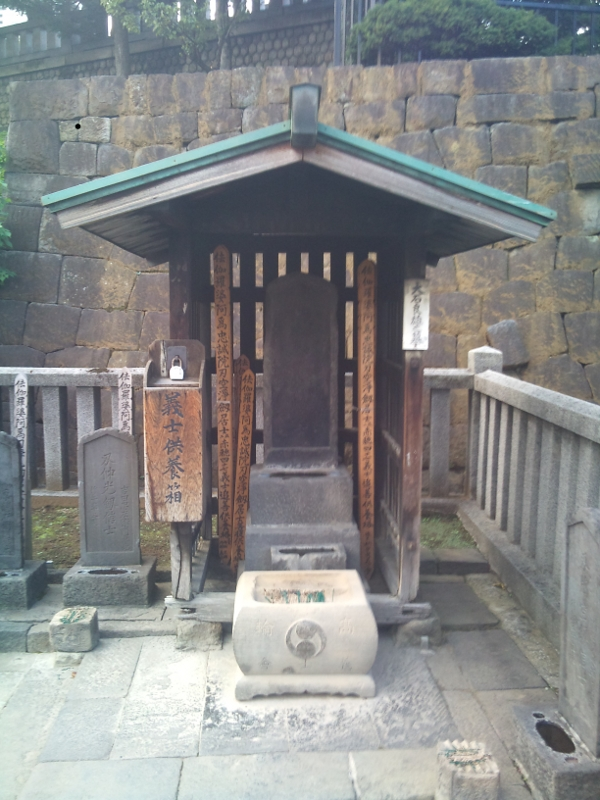
大石良雄（内蔵助）墓
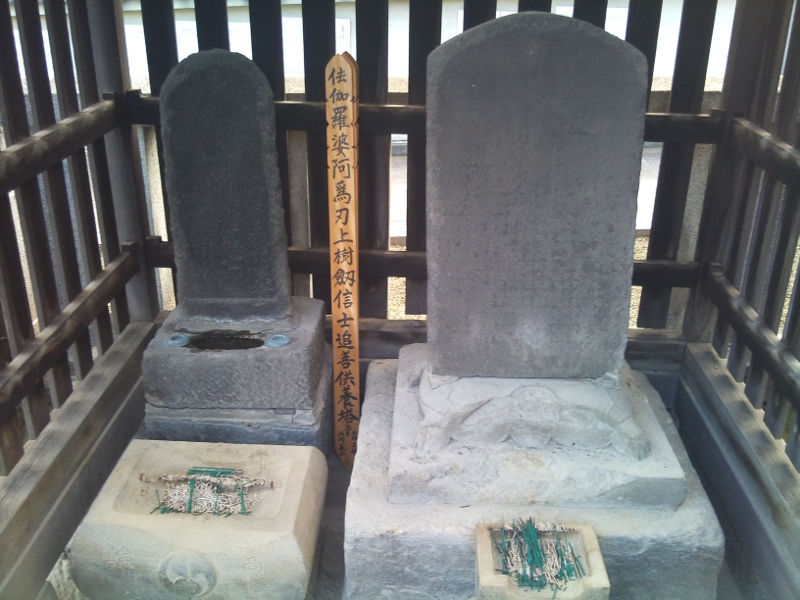
左：大石良金（主税）墓 右：義士の十三回忌供養碑
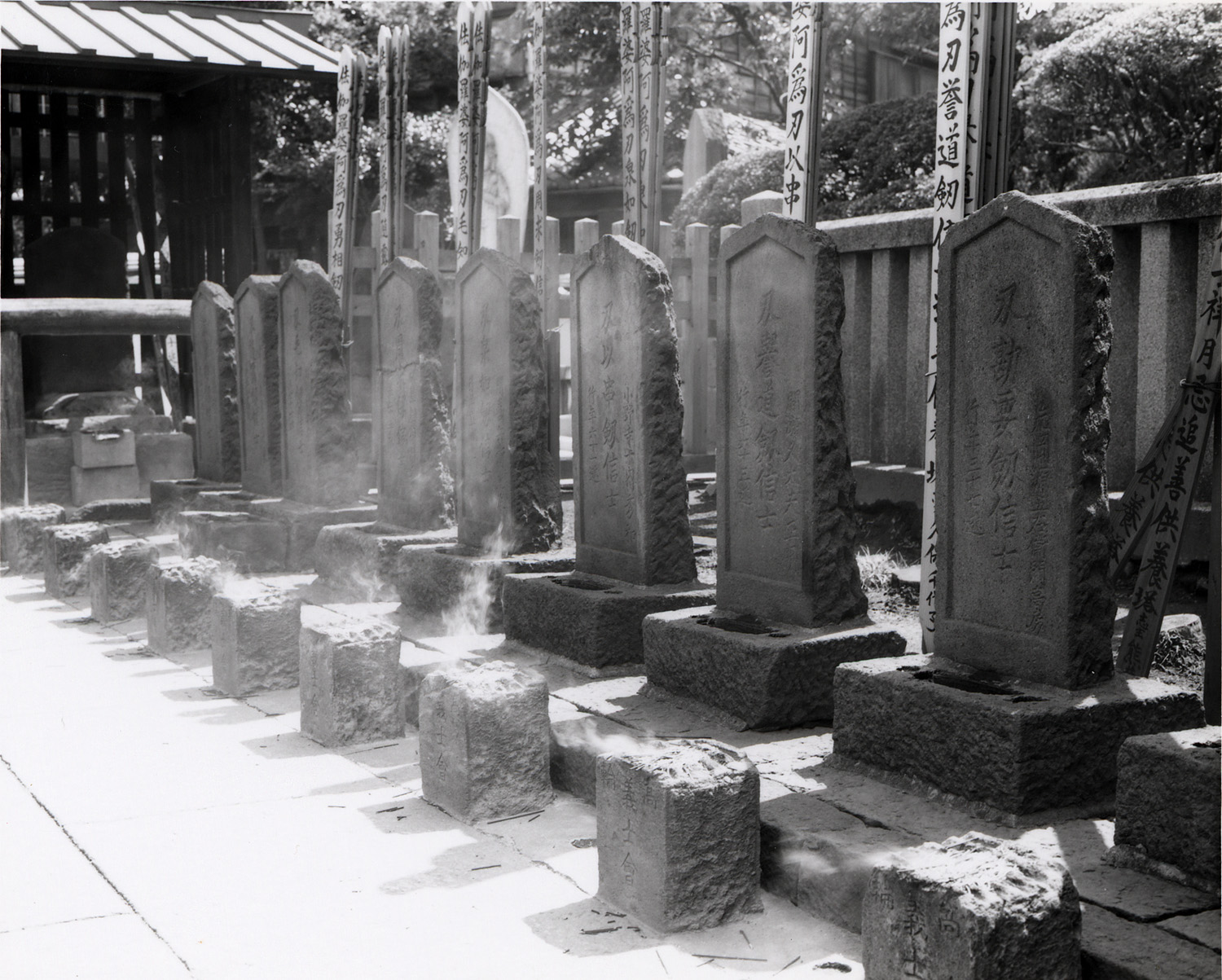
赤穂義士墓所

## イベント
毎年4月初旬と12月14日には泉岳寺義士祭が催されている。また境内に、赤穂義士ゆかりの品を所蔵している「赤穂義士記念館」がある。但し近年は病渦自粛で休止の場合がある。

## その他
1993年（平成5年）、泉岳寺は迷惑電話が掛かってくること等により被害を被っているとして、泉岳寺駅の名称差し止めを求めて東京都を訴えたが、1997年（平成9年）、最高裁判所において原告敗訴が確定した。
2014年(平成26年)7月以降、中門脇の8階建集合住宅の建設に対し、周辺住民や泉岳寺による反対運動が行われた。泉岳寺の門前には横断幕や立て看板が設置されたこともあった。同マンションの竣工後も、住友不動産・森ビルによる寺周辺の再開発に対してごく一部の周辺住民による反対運動が行われている。
2022年（令和4年）、中央義士会の内紛・分裂により当寺の住持が常務理事に就任、泉岳寺の講堂を同会本部とすることが決まった。

## アクセス
- 都営地下鉄浅草線・京急本線 泉岳寺駅 A2出口より徒歩1分
- JR山手線・京浜東北線 高輪ゲートウェイ駅より徒歩6分
- 都営バス 「泉岳寺前」下車
  - 反96系統 五反田駅－品川駅高輪口－麻布十番駅前－六本木ヒルズ
  - 品97系統 新宿駅西口－信濃町駅南口－品川駅高輪口